# Turkopolen

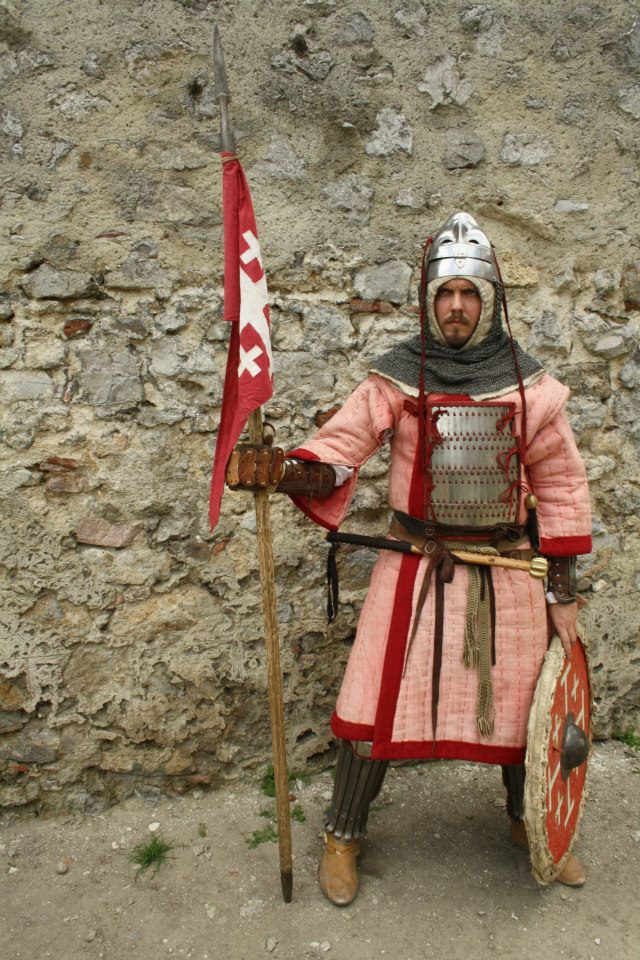
Rekonstruktion eines Turkopolen des 12. Jahrhunderts

Die Turkopolen (griechisch Τουρκόπουλοι Turkopouloi, deutsch ‚Söhne der Türken‘) waren eine leichte Kavallerie, die im Nahen Osten während der Zeit der Kreuzzüge durch die Franken, aber auch durch die Byzantiner, als Hilfstruppen eingesetzt wurde.
Beim Templerorden sind Turkopolen seit der Mitte des 12. Jahrhunderts belegt. Sie wurden anfangs aus den Reihen der einheimischen christlichen Bevölkerung rekrutiert, d. h., es musste zumindest ein Elternteil christlich sein. Diese Regelung wurde in späteren Jahren aber zunehmend aufgegeben. Die Turkopolen teilten die Kampfweise der leichten muslimischen Reiterei, die den Gegner beständig mit Pfeilen überschüttete und einer direkten Auseinandersetzung im Nahkampf auszuweichen suchte.
Der Deutsche Orden und die Johanniter nannten ihre aus Einheimischen rekrutierten leichten Kavallerieeinheiten ebenfalls Turkopolen.
Der Pilier der englischen Ordenszunge der Johanniter führte als Oberbefehlshaber der Turkopolen den Titel Turkopolier. Da mit dem Hospital of Saint John of Jerusalem (Possessions, etc.) Act 1540 unter Heinrich VIII. die Kommenden der englischen Zunge aufgehoben wurden, wurde nach dem Tod des letzten gewählten Turkopoliers Nicholas Upton 1551 die Stelle nicht mehr besetzt. Maria I. ernannte Richard Shelley 1557 zum Turkopolier, zu einer Wiederherstellung der Zunge kam es aufgrund ihres Todes im Folgejahr jedoch nicht. Der Papst ernannte noch 1572 und 1606 für kurze Zeit einen Turkopolier per Breve, bis das Amt schließlich mit dem des Großmeisters verbunden wurde. 1782 wurde mit Johann Baptist von Flachslanden zum letzten Mal ein Turkopolier gewählt, der das Amt 1799 an den russischen Großfürsten Konstantin Pawlowitsch Romanow abgeben musste.